# Cryptoxilos thorpei
Cryptoxilos thorpei är en stekelart som beskrevs av Shaw och Berry 2005. Cryptoxilos thorpei ingår i släktet Cryptoxilos och familjen bracksteklar. Inga underarter finns listade i Catalogue of Life.